# قتل الرغبة
قتل الرغبة هي عملية قتل يكون فيها القاتل يبحث عن المتعة الجنسية بقتل شخص ما. تكون عملية القتل هذه إما أثناء العملية الجنسية أو بتقطيع أو بتر الأعضاء الجنسية للضحية.